# 兰达尔·维拉尔斯
兰达尔·维拉尔斯（西班牙語：Randal Willars，2002年4月30日—），墨西哥男子跳水运动员，2018年夏季青年奥运会男子10米跳台金牌得主、2023年世界游泳锦标赛男子双人10米跳台铜牌得主。